# U.S. Highway 46
Der U.S. Highway 46 (kurz US 46) ist ein United States Highway in den Vereinigten Staaten. Der Highway beginnt an der Interstate 80 und der New Jersey State Route 94 in Columbia im Bundesstaat New Jersey und endet nach 121 Kilometern in Fort Lee an der Interstate 95 und den U.S. Highways 1 und 9.
Der Highway trägt auch die Bezeichnung United Spanish War Veterans Memorial Highway, womit an den Spanisch-Amerikanischen Krieg erinnert werden soll.

## Verlauf
Ab dem Kreuz mit der I-80 und der NJ 94 verläuft der US 46 in südlicher Richtung parallel zum Delaware River. Nachdem die Stadt Belvidere passiert wurde, führt sie in Richtung Osten und trifft im White Township auf die New Jersey State Route 31 sowie in Hackettstown auf die New Jersey State Route 182. Auf dem Stadtgebiet von Netcong kreuzt der Highway zweimal die Interstate 80 sowie im Stadtzentrum den U.S. Highway 206. Er verläuft nun parallel zur I-80 und trifft im Roxbury Township auf die New Jersey State Route 10 sowie in Dover auf die State Route 15.
Im Norden von Parsippany-Troy Hills trifft der U.S. Highway 46 auf die Interstate 287 und auf den U.S. Highway 202. In Wayne wird der Highway von der New Jersey State Route 23 sowie in Clifton vom mautpflichtigen Garden State Parkway gekreuzt. Im Zentrum von Clifton zweigt außerdem die State Route 3 ab. Im Anschluss verläuft die Straße durch die Orte Garfield, Lodi und Hasbrouck Heights passiert sie nach einem Kreuz mit der New Jersey State Route 17 im Süden den Teterboro Airport.
Nach der Überquerung des Hackensack Rivers trifft der US 46 östlich von Ridgefield Park auf die Interstate 95 und den New Jersey Turnpike. Ab Palisades Park nutzt der Highway die gleiche Trasse wie die U.S. Highways 1 und 9. In Fort Lee trifft die Straße erneut auf die I-95 und führt zusammen mit der Interstate auf der George Washington Bridge über den Hudson River. Der U.S. Highway 46 endet offiziell an der Grenze zum Bundesstaat New York.